# Länggenbach
Der Länggenbach  ist ein rund 4,4 Kilometer langer rechter Zufluss der Limmat in den Gemeinden Weiningen und Geroldswil im Bezirk Dietikon des Schweizer Kantons Zürich.
Der Bach wurde erstmals im Jahr 1697 als Dorffbach erwähnt.

## Geographie

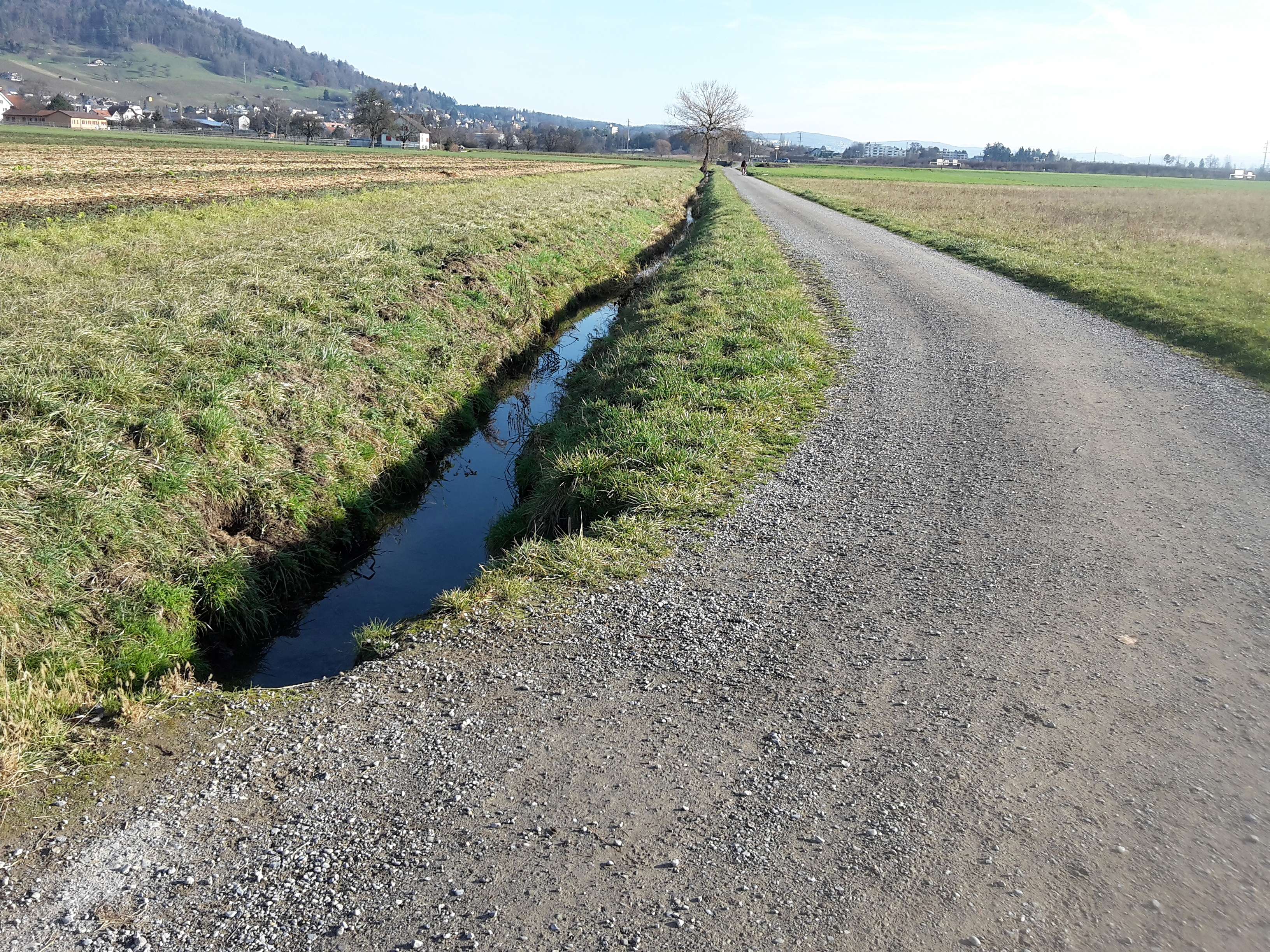
Der Bach vor der Unterquerung des Baderströsslis mit Weiningen im Hintergrund

### Verlauf
Der Länggenbach entspringt bei Bruederberg und oberhalb von Weiningen auf 475 m ü. M. in einem Tälchen zwischen dem Altberg im Norden und dem Hasleren im Süden. Die Quelle liegt in der Flur Buacher direkt am Wiesentäliweg nahe dem Scheibenstand des Schützenhauses Wiesentäli. Sie liegt in der Schmelzwasserrinne Langenmoos, durch welche in der Würm-Kaltzeit mehrere Schmelzwasserbäche entwässerten.
Er fliesst anfangs begradigt rund 30 Meter nach Süden bis zum Wald am Hasleren, danach rund 80 Meter nach Südosten innerhalb des Waldrandes, ehe er für rund 30 Meter nach Norden fliesst, wobei er die westliche Grenze des Quellmoors Langenmoos erreicht. Hier wird er von einem grösseren Grundwasseraufstoss gespeist, bevor er nun in einem natürlichen Bachbett von dichtem Schilfbestand gesäumt nach Südosten durch das Feuchtgebiet fliesst. Der Bach teilt sich für einen kurzen Abschnitt in zwei Stränge, die gemeinsam das Schützenhaus Wiesentäli passieren und sich wieder vereinen. Kurz darauf mündet der Länggenbach ins Nordwestufer des rund 0,4 ha grossen, künstlich angelegten Grossen Weihers. Hier nimmt er den am Altberg entspringenden Hochrütibach auf, der am Nordostufer eingedolt in den Weiher einmündet.
Der Länggenbach verlässt den Weiher an dessen Ostufer eingedolt und unterquert dabei die Haslernstrasse, ehe er ein kleines Wäldchen erreicht, wo er in einem Teich wieder an die Oberfläche tritt. Er fliesst nach Südosten weiter, anfangs an der westlichen, danach an der südlichen Grenze des Friedhofs entlang. Dabei geht das Wäldchen in dichtes Gehölz über, das sich nun dem Bach entlang zieht. Am Südostende des Friedhofs und direkt beim Parkplatz mündet von links der Chürzibach in den Länggenbach. Kurz darauf wird er eingedolt und folgt der Friedhofstrasse nach Süden, wobei von links der Folenmoosbach einmündet, der erst direkt vor der Mündung eingedolt wird. Danach folgt er der Bachtelstrasse nach Südwesten und wird dabei auf zwei Leitungen aufgeteilt. Die südliche tritt dabei bei Schlössli für rund 25 Meter an die Oberfläche und fliesst beim Feuerwehrmagazin wieder mit der anderen zusammen.
Der Bach folgt nun weiterhin unterirdisch der Bachtelstrasse, dann kurz der Regensdorferstrasse gefolgt von der Schlüechtistrasse. Auf Höhe der Primarschule Weiningen tritt der Bach an einem Kiesfang wieder zutage. Er fliesst begradigt nach Südosten durch die Grosswis, danach nach Südwesten durch das Bifängli. Es folgt ein Knick nach Nordwesten durch Trüebbach und Schlüechti, wobei er die Schlüechtistrasse unterquert. Es folgt ein Knick nach Südwesten an das dem Bach nun linksseitig folgende Baderströssli und gleich wieder nach Nordwesten. Der Länggenbach durchquert die namensgebende Längg und unterquert die Dietikonerstrasse. Es folgt Hargart und die Unterquerung des Bettliacherwegs und kurz darauf bei Stälzers Raben die des Baderströsslis, die dem Bach nun rechtsseitig folgt. Er verläuft nun im Rugg und erreicht wenig später einen weiteren Kiesfang, bevor er erneut eingedolt wird und nach Südwesten geleitet wird. Dabei unterquert er zugleich den Ruggweg, ehe er eine ehemalige Kiesgrube durchfliesst, in welcher der Bach mehrere Teiche speist.
Nach der revitalisierten Kiesgrube wird der Länggenbach wieder eingedolt und unter der Limmattalstrasse sowie der A1 hindurchgeführt. Beim Entsorgungszentrum Richi tritt er wieder zutage und durchfliesst das Gebiet Im Riesentobel weiterhin gegen Südwesten. Hier erstreckte sich in früherer Zeit das Risitobel, welches heute beinahe komplett zugeschüttet ist. Er durchquert den bewaldeten Prallhang Muniwis, eine alte Limmatwindung, bevor er den Weiniger Teil der Fahrweid erreicht und nun Siedlungsgebiet durchfliesst. Der Bach unterquert die Brunaustrasse und erreicht gleich darauf die Gemeindegrenze zu Geroldswil, wo er nach Westen fliesst und die Lenggenbachstrasse sowie die Fahrweidstrasse unterquert. Nach der Unterquerung der Giessackerstrasse verlässt der Länggenbach das Siedlungsgebiet wieder und erreicht eine weitere ehemalige und bewaldete Limmatwindung, wo er von links zugleich den Abfluss eines Altwasserarmes aufnimmt. Er wendet sich hier, beim Sportplatz Dornau, nach Nordwesten und verläuft innerhalb der ehemaligen Limmatwindung bis zu seiner Mündung.
Dabei passiert der Bach das Abwasserpumpwerk Länggenbach, von wo aus die Abwasser von Geroldswil, Oetwil und Weiningen zur ARA Dietikon-Limmattal gepumpt werden. Es folgt eine Brücke der Dornaustrasse sowie kurz darauf der Steg des Limmatuferwegs, der den Bach direkt vor der Mündung überbrückt. Schliesslich mündet der Länggenbach auf 381 m ü. M. von rechts und Südosten kommend in die Limmat gegenüber der Grien-Insel, die sich kurz darauf mit dem Unterwasserkanal des Kraftwerks Dietikon vereinigt.

### Einzugsgebiet
Das Einzugsgebiet des Länggenbachs misst 6,03 km², davon sind 35,7 % bestockte Fläche, 31,7 % Landwirtschaftsfläche, 31 % Siedlungsfläche, 1,1 % unproduktive Fläche sowie 0,5 % Wasserfläche. Die höchste Erhebung liegt auf 631 m ü. M. am höchsten Punkt des Altbergs, die durchschnittliche Höhe beträgt 456 m ü. M. Es erstreckt sich hauptsächlich über die Gemeinden Weiningen und Geroldswil, kleinere Flächen liegen in Oetwil an der Limmat, Regensdorf und Unterengstringen.
Es umfasst einen Teil des Altberger Südhangs, etwa von dessen höchsten Punkt bis zur Folenmoos zwischen Weiningen und Regensdorf. Ebenso umfasst es den grössten Teil des Nordhangs des Haslerens sowie dessen gesamter östlicher Teil. Weiterhin liegt eine kleine Fläche am Westhang des Gubrists im Einzugsgebiet des Länggenbachs.
Im Norden und Nordosten liegt das Furttal, das vom Furtbach durchflossen wird, und im Westen liegen im Wisentäli die Einzugsgebiete von Chräbsenbach und Dorfbach, die ebenfalls alle in die Limmat münden.

### Zuflüsse
Die direkten und indirekten Zuflüsse bachabwärts
- Hochrütibach (links), 0,43 km
  - linker Seitenarm (links), 0,05 km
- Chürzibach (links), 0,47 km
  - rechter Seitenarm (rechts), 0,05 km
- Folenmoosbach (links), 1,02 km
  - Ämetbach (rechts), 0,26 km
  - Schwellenwisenbach (rechts), 0,12 km
- Dornaubächli (links), 0,05 km

## Umwelt
Der Länggenbach ist oft von Verschmutzungen betroffen. So ist etwa im Mai 2015 Abwasser in den Länggenbach eingeleitet worden, und im Juni 2016 färbte sich der Bach blauweiss, was zu einem Fischsterben führte. Nach dem am 6. Juli 2017 ein Insektizid in den Länggenbach gelangte, verendeten hunderte Edelkrebse sowie alle Fische im Bach.

### Naturschutz

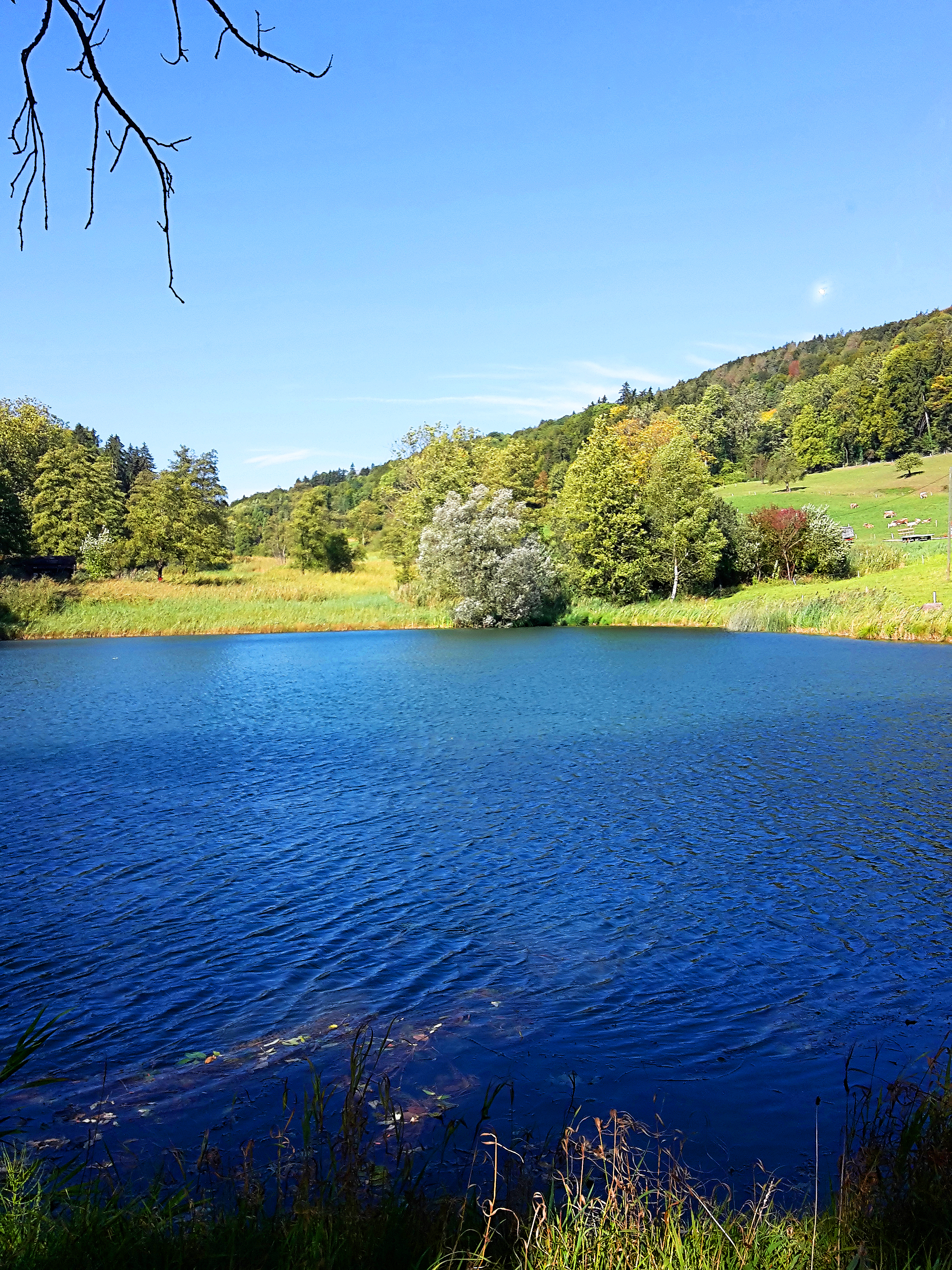
Der zum Grossen Weiher gestaute Länggenbach mit Feuchtbiotop Langenmoos im Hintergrund

Der Länggenbach durchfliesst und entwässert mehrere Schutzgebiete. Am Oberlauf liegt das im Bundesinventar der Flachmoore von nationaler Bedeutung und im Natur- und Landschaftsschutzinventar eingetragene Feuchtbiotop Langenmoos, im Unterlauf verläuft der Bach durch das Naturschutzgebiet Altwassergebiet Dornau/Brunau von überkommunaler Bedeutung. Im Einzugsgebiet liegen mehrere Gebiete, die im Natur- und Landschaftsschutzinventar eingetragen sind, so der Trockenstandort Bruederberg, der Altberg, das Haslerenplateau, der Trockenstandort Rain, die Endmoränenwälle des Schlierenstadiums, die Grosse Kiesgrube beim Niederholz, das Feuchtgebiet Altwasser bei der Au sowie der Limmataltlauf und Prallhang Muniwis.
Dazu kommen die im Geologisch-geomorphologisches Inventar eingetragenen Gebiete Eiszeitliche Schmelzwasserrinne Langenmoos, Gratpartie zwischen Altberg und Pfaffenbrunnen, Bachlauf im Wald von Forbuel, Findling auf dem Haslerenplateau, Wuermzeitliche Endmoraenenwaelle und Limmataltlauf Dornau. Der Altberg und der Prallhang Muniwis ist in beiden Inventaren eingetragen.

### Flora
Im Oberlauf am Hasleren durchfliesst der Länggenbach auf einem kurzen Abschnitt typischen Waldmeister-Buchenwald mit Hainsimsen und nach dem Grossen Weiher einen mit Lungenkraut. Es folgt beim Friedhof typischer Seggen-Bacheschenwald sowie beim Prallhang Muniwis erneut Waldmeister-Buchenwald. Am Unterlauf in den Altärmen wächst hingegen Zweiblatt-Eschenmischwald auf staunassen Böden. Im Feuchtbiotop Langenmoos wachsen unter anderem Teichrosen, Seerosen, Seggen, Mädesüss, Gilbweideriche und der Gewöhnliche Blutweiderich.
Häufig auftretende Neophyten am Bachlauf sind unter anderen am Oberlauf das Drüsige Springkraut und die Kanadische Goldrute, das sich auch an der Mündung ausgebreitet hat, und am Unterlauf der Riesen-Bärenklau, der Japanische Staudenknöterich sowie das Schmalblättrige Greiskraut.

### Fauna
Entlang des Baches kommen im Quellmoor Langenmoos unter anderen die Vogelarten Teichralle, Neuntöter, Sumpfrohrsänger und Fitis sowie die Amphibienarten Grasfrosch und Erdkröte vor.
Am Unterlauf im Altwassergebiet Dornau/Brunau kommen die Vogelarten Teichralle, Grauspecht, Baumpieper, Nachtigall, Feldschwirl, Sumpfrohrsänger, Gelbspötter, Fitis, Rohrammer und Pirol vor. Weiterhin sind unter anderen die Amphibien Seefrosch, Europäischer Laubfrosch, Unken, Kammmolche und der Teichmolch hier heimisch.
Weiterhin bevölkern den Bach Edelkrebse und Steinkrebse.